# محمد الناصر (لاعب كرة قدم)
محمد مشعل الناصر (مواليد 18 أبريل 2000) هو لاعب كرة قدم سعودي يلعب في نادي وج.

## مسيرة اللاعب
مثل نادي الهلال في الفئات السنية و انضم لبرنامج الابتعاث السعودي لكرة القدم 2019 مع مجموعة من اللاعبين للابتعاث الخارجي لاكتساب الخبرات والمشاركة أمام فرق من مختلف الدرجات في إسبانيا وغيرها من الدول الأوروبية. و عاد من الابتعاث وأعير من نادي الهلال إلى نادي البكيرية ونادي الجبلين ولعب بعدها مع نادي النعيرية ونادي وج.